# Itylus
Itylus es un género de insecto coleóptero de la familia Chrysomelidae.

## Especies
- Itylus bicolor (Jacoby, 1895)
- Itylus biru Mohamedsaid, 1995
- Itylus terminata Mohamedsaid, 1995
- Itylus testaceus Mohamedsaid, 1995